# 720-talet f.Kr.

Den assyriska deportationen av judar ("babyloniska fångenskapen) på 700-talet f.Kr.

## Händelser
- 729 f.Kr.
  - Tiglath-Pileser III kröns officiellt till härskare över Asien i Babylon.
  - Hiskia efterträder Achas som kung av Juda (eller 726 f.Kr.).
  - Luli efterträder Mattan II som kung av Tyros.
- 728 f.Kr. – Piye invaderar Egypten och erövrar Memfis samt får underkastelse av härskarna i Nildeltat. Han grundar Egyptens tjugofemte dynasti.
- 727 f.Kr.
  - Babylonien gör sig självständigt från Assyrien.
  - Shalmaneser V blir kung av Assyrien.
  - Tefnakhte grundar Egyptens tjugofjärde dynasti.
- 726 f.Kr. – Hiskia efterträder Achas som kung av Juda (eller 729 f.Kr.).
- 725 f.Kr. – Bakenranef (även känd som Bocchoris) efterträder sin far Tefnakhte som farao av Egypten.
- 724 f.Kr.
  - Assyerierna inleder en fyra år lång belägring av Tyros.
  - Diaulos fotlöpning introduceras vid olympiska spelen.
- 723 f.Kr. – Sargon efterträder Salmanassar V som kung av Assyrien.
- 722 f.Kr.
  - Israel och dess huvudstad Samaria erövras av den assyriske kungen Sargon II.
  - Vår- och höstperioden i Kinas historia börjar när kung Zhou ping wang av Zhoudynastin endast regerar till namnet.
- 721 f.Kr.
  - 19 mars – Första månförmörkelsen observeras i Babylonien.[1]
  - Shabaka efterträder sin far Piye som farao av Egypten.
- 720 f.Kr.
  - Shabaka dödar Bakenranef (Bocchoris), vilket gör slut på Egyptens tjugofjärde dynasti.
  - Assyriernas belägring av Tyros tar slut.
- Den grekiska kolonin Sybaris grundas i Syditalien.

## Födda
- 725 f.Kr. – Guan Zhong, kinesisk filosof och politiker.

## Avlidna
- 728 f.Kr. – Tiglath-Pileser III, kung av Assyrien (eller 727 f.Kr.).
- 727 f.Kr. – Tiglath-Pileser III, kung av Assyrien (eller 728 f.Kr.).
- 724 f.Kr. – Ahaz, kung av Juda 740-726 f.Kr.
- 723 f.Kr. – Shalmaneser V, kung av Assyrien.
- 720 f.Kr. – Zhou ping wang, kung av den kinesiska Zhoudynastin.

### Fotnoter
1. ↑  ”Chronology of World History”. Arkiverad från originalet den 18 oktober 2011. https://web.archive.org/web/20111018123038/http://www.islandnet.com/~KPOLSSON/worldhis/index.htm. Läst 18 juli 2011.